# Подводные лодки типа «Грейбэк»
Подводные лодки типа «Грэйбэк» — тип дизель-электрических подводных лодок ВМС США, вооруженных крылатыми ракетами (КРПЛ). Всего было построено две лодки: USS Grayback (SSG-574) и USS Growler (SSG-577). Обе вступили в строй в 1958 году, и были выведены из боевого состава флота в 1964 году, из-за перехода на концепцию применения на подводных лодках баллистических ракет. Grayback была переоборудована для перевозки боевых пловцов спецназа (вооружение с лодки было снято), в роли чего и прослужила с 1969 год по 1984 год, тогда как вторая лодка того же типа оставалась в резерве флота.
Основное вооружение лодок - четыре крылатые ракеты Regulus I или две Regulus II в двух ангарах (из-за бОльшей длины последних в ангаре умещалась только одна ракета). Именно с этим вооружением субмарины выходили в патрули в соответствии с доктриной ядерного сдерживания во времена Холодной Войны.

## История

### Разработка и строительство
В 1947 году, сразу по окончании Второй мировой войны, ВМС США начали эксперименты с крылатыми ракетами. В ходе этих экспериментов ракеты были установлены и на подводные лодки. Две субмарины — USS Tunny (SS-282) и USS Barbero (SS-317) были оборудованы для пуска первых моделей КР Regulus, произведя первый запуск в 1953 году.

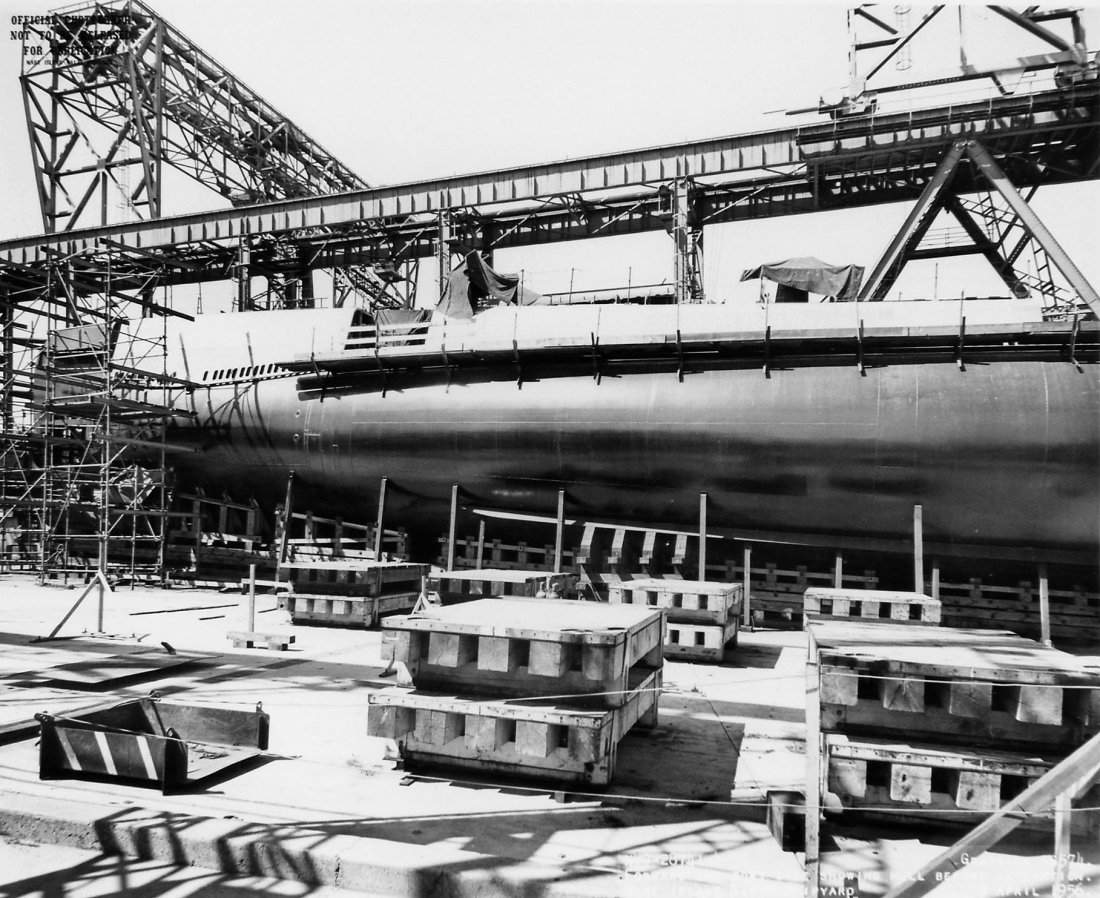
Постройка субмарины-охотника Grayback 1956 год

Так или иначе, ВМС США не планировали разработку или постройку новых судов этого типа, отдавая предпочтение более привычным типам субмарин-охотников. Как логический результат модернизации субмарин времен Второй мировой войны по программе GUPPY, был представлен тип «Тэнг». В 1953 году, в виде дальнейшего развития типа «Тэнг» была представлена лодка USS Grayback (SSG-574), а в 1955 году заложены USS Darter (SS-576) и USS Growler (SSG-577). Строительство Grayback производилось на Mare Island NSY, Darter на Electric Boat а Growler был заложен на Portsmouth NSY.
После разработки усовершенствованной КР Regulus I, ВМС решили снабдить оружием ядерного сдерживания дополнительные субмарины. В 1956 году в строй встала USS Halibut (SSGN-587), что сразу же показало превосходство атомного источника питания и привело ВМС вместо идеи о модернизации к идее о полной перестройке субмарин Grayback и Growler в 1956 году. Корпуса, уже в достаточной мере завершенные, были дополнены ангарами крылатых ракет в носовой части. Внутри субмарины так же были подвергнуты значительной перестройке.
Обе субмарины были достроены как носители КРПЛ и успешно вступили в строй в 1958 году, покинув стапели в конце 1950-х: Grayback в 1957 году и Growler в 1958 году. Darter была завершена как обычная торпедная субмарина-охотник. Стоимость постройки неизвестна.

### Служба

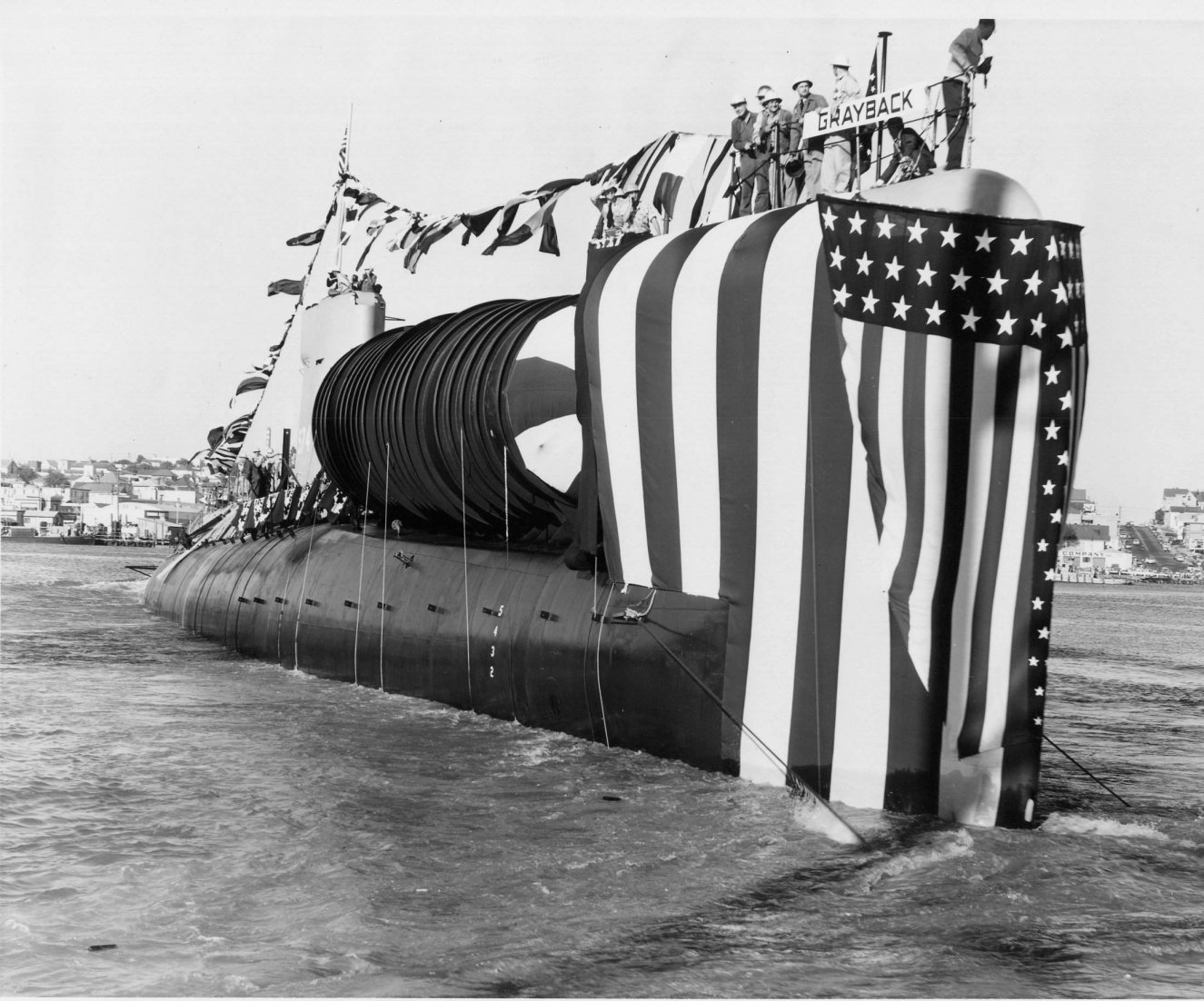
Спуск Grayback на воду

В 1959 году обе субмарины этого класса находились в Пёрл-Харбор на Гавайях. Однако, так как ВМС свернули программу Regulus II практически сразу после её начала, субмарины выходили на дежурство, вооруженные КРПЛ Regulus I. В практических же стрельбах удалось поучаствовать только субмарине Grayback, и то лишь во время испытательных запусков. Вместо КРПЛ Regulus II, ВМС переключились на разработку баллистических ракет UGM-27 Polaris, и, соответственно, нового типа субмарин — атомных подводных лодок, вооруженных баллистическими ракетами (ПЛАРБ) (англ. SSBN). В 1964 году в строю находилось уже несколько ПЛАРБ разных типов (впоследствии условно объединённых в тип «41 на страже Свободы»), что и послужило основанием вывода обеих субмарин типа Grayback из активного состава и перевода их в резерв. Обе субмарины успели совершить лишь 9 походов в рамках доктрины ядерного сдерживания. Остальные планировавшиеся к постройке субмарины типа SSG так же не были завершены.
USS Grayback (SSG-574) была реактивирована в 1968 году и прошла модернизацию на Mare Island NSY. Начиная с 1969 года она использовалась как транспортная субмарина спецназа, а ангары крылатых ракет использовались для секретной перевозки грузов. Перестройка субмарины обошлась в $30 миллионов — вдвое больше, нежели планировалось, что, в свою очередь, привело к тому, что Growler не был модернизирован и остался в резерве флота. Grayback продолжала свою службу вплоть до 1984 года.
В 1980 году в Naval Vessel Register запись о Growler была изменена и оно было подготовлено к использованию в роли целевого судна. В 1984 году, после списания, Grayback повторила её судьбу. В 1986 году Grayback была потоплена возле U.S. Naval Base Subic Bay, однако Growler удалось спасти, и в 1988 году она была отправлена в Музей Моря, Воздуха и Космоса Интрепид, где по сей день и находится возле пирса в роли музейного судна.

## Конструкция

### Корпус

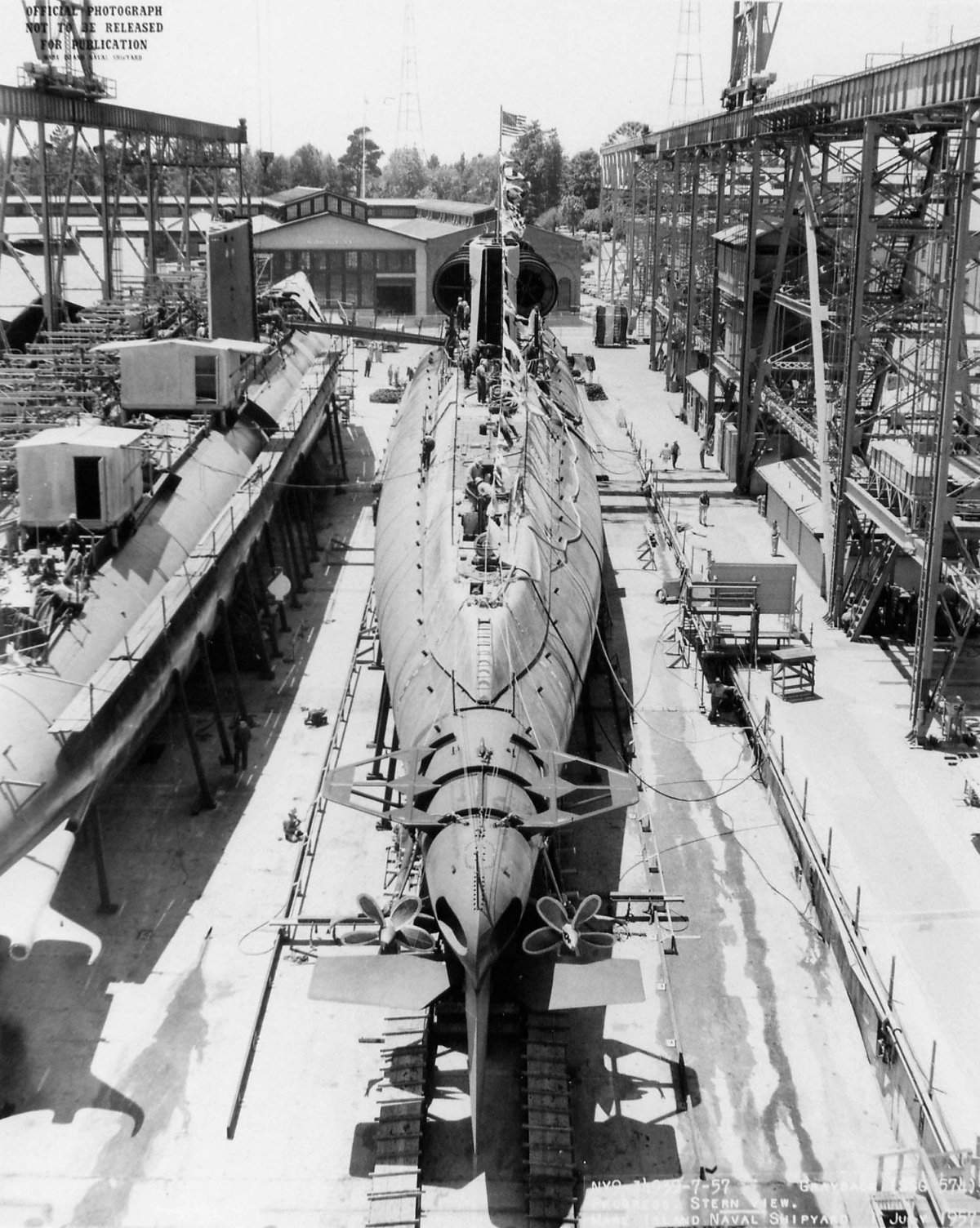
Grayback незадолго до спуска на воду

Изначально предполагалась, что длина корпуса субмарины-охотника Grayback, составит около 85 м. Добавление ракетной секции увеличило длину подводной лодки примерно до 98 м. Growler получился примерно на 1,2 м короче. Остальные размеры лодок так же отличались — Grayback имел ширину 9,1 м, что на 80 см превосходило тот же параметр Growler. Осадка обеих лодок была 5,8 м. Прочный корпус Grayback имел в диаметре 5,5 м, против 4,9 м у Growler. Соответственно и водоизмещение Grayback, составлявшее 3550 т было на 700 т больше такового у Growler. Надстройка, размещенная по центру корпуса, имела высоту 7 м. Максимально разрешенная глубина погружения обеих субмарин в мирное время составляла 700 футов (213 м), а глубина разрушения корпуса (после которой структурная целостность не гарантируется) была в 1,5 раз выше, то есть примерно 1050 футов (320 м). После переделки Grayback в транспортную субмарину в 1969 году, её длина вновь увеличилась — на сей раз до 101,8 м. Так же в ходе конверсии, была существенно увеличена надстройка.
Благодаря увеличенной носовой части, субмарина получила необычные очертания корпуса. Первоначально её конструкция была такой же как и у субмарин Второй Мировой — плоская палуба, острый нос и два гребных винта. Фактически, тип Grayback являлся последним из построенных ВМС США по «классической» схеме. Все последующие типы уже имели каплеобразные корпуса благодаря разработке USS Albacore (AGSS-569) в 1953 году. Первое, что бросалось в глаза при взгляде на Grayback, конечно же был ангар крылатых ракет — примерно в 30 метрах от носа палуба резко поднималась вверх на 3,4 м, образуя наплыв, прикрывающий его.
Центральный пост субмарины располагался непосредственно под рубкой. Спальные места офицеров и матросов располагались в направлении носа, а в само́й носовой оконечности располагался торпедный отсек. В направлении кормы последовательно располагались радиорубка, машинный отсек и кормовой торпедный отсек.  Внутреннее оборудование Growler слегка отличалось, и жилой отсек располагался за центральным постом. В обеих субмаринах центральная часть была двухпалубной, а носовые и кормовые отсеки имели лишь одну палубу.

### Двигатели
Субмарины типа Grayback были снабжены дизель-электрическим приводом. Два электромотора производства Elliott Company питались от батарей которые, в свою очередь, заряжались от трёх дизельных двигателей Fairbanks-Morse в надводном положении как в неподвижном положении так и на ходу. В подводном положении лодка могла двигаться на перископной глубине на дизелях под шноркелем, установленом в задней части надстройки. Дизеля могли развить суммарную мощность в 6000 л.с., а электромоторы — 4700. Аккумуляторная яма располагалась под настилом центрального поста.
Субмарины были снабжены двумя пятилопастными гребными винтами. Максимальная скорость на поверхности воды достигала 20 узлов, а в подводном положении 15 узлов, однако на такой скорости ёмкости аккумуляторов хватало буквально на минуты хода, поэтому обычно скорость держалась значительно ниже. На малых скоростях ёмкости могло хватить на несколько дней хода на аккумуляторах, что давало несомненное преимущество в скрытности относительно хода под дизелями, а также позволяло длительное время обходиться без подзарядки или движения под шноркелем.

### Вооружение и оборудование
Основное вооружение этих субмарин состояло из КРПЛ с ядерными боеголовками: первоначально двух SSM-N-8A Regulus, а позднее — четырёх SSM-N-9 Regulus II, хранившихся в примечательном ангаре на носу и представлявшем собой две 21-метровые трубы. Чтобы произвести выстрел, команда должна была погрузить ракету на тележку и вывезти её по рельсам из ангара, после чего ракета закреплялась на пусковом пилоне, а тот, в свою очередь, поднимался в боевое положение, и лишь после этого ракета была готова к стрельбе. В течение всего этого длительного процесса подводная лодка представляла собой уязвимую мишень.

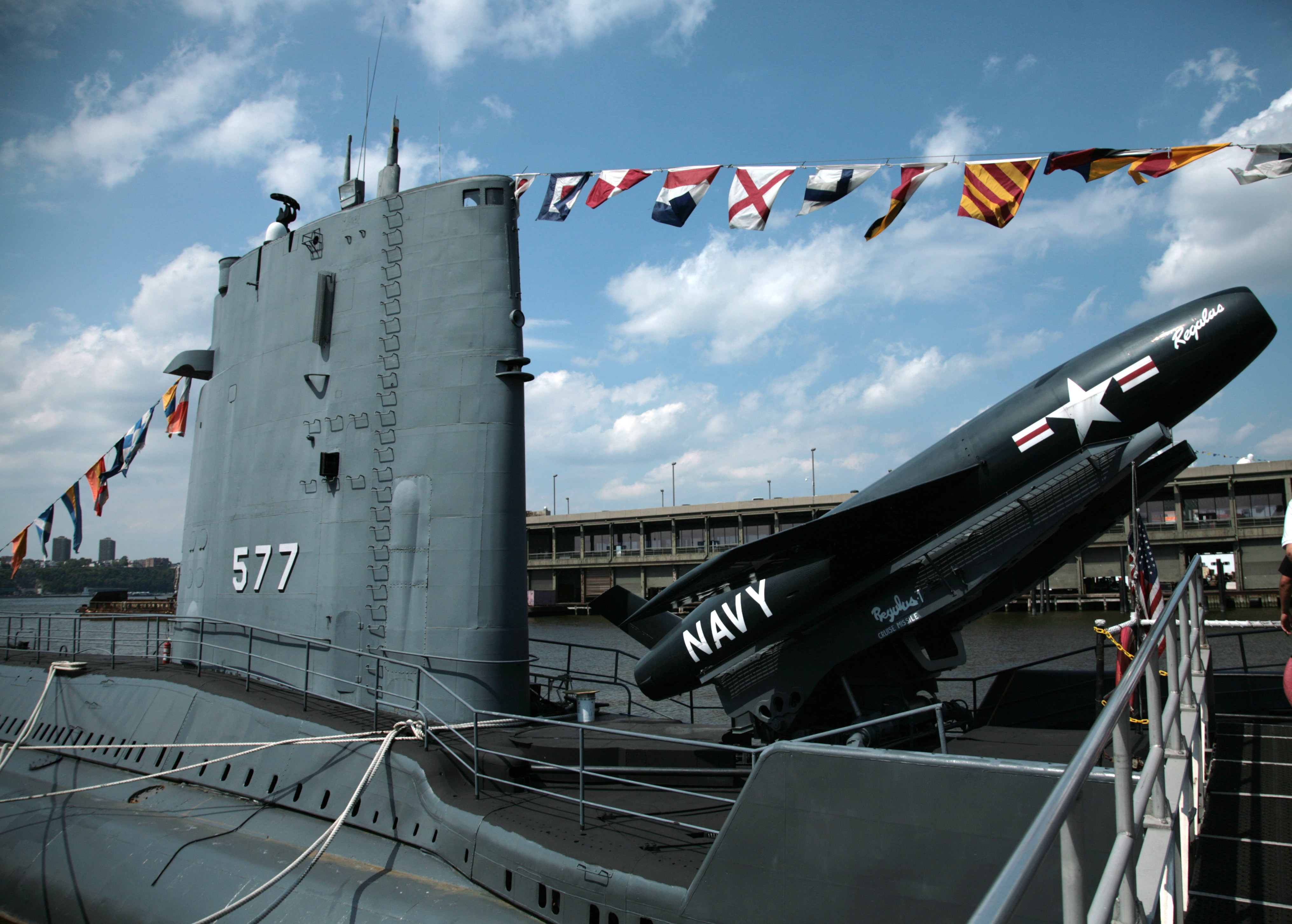
Regulus I, подготовленная к запуску

В дополнение к ракетам Regulus, которые являлись исключительно наступательным вооружением, для самозащиты субмарины были снабжены торпедами. Здесь так же наблюдались различия в конструкции обеих лодок: в то время как Grayback обладала шестью носовыми торпедными аппаратами (ТА) калибром 533 мм, на Growler их было всего четыре. Скомпонованы они были группами по три (или два) с каждой стороны. В кормовой части обе лодки имели по два 533 мм ТА. Общее число торпед, несомых субмариной составляло 22.
После перестройки Grayback, во время второго эпизода службы (в виде транспортной субмарины), ангары ракет были переделаны в отсек размещения боевых пловцов «Морских котиков». Из этого отсека ныряльщики могли скрытно покидать субмарину, в нём же хранились четыре транспортных аппарата SEAL и прочее снаряжение. В дополнение ко всему, при переоснащении были сняты два из шести носовых ТА.
Что касается сонаров, то на субмаринах были установлены активные гидроаккустические станции (ГАС) AN/BQS-4, c излучателями в антенне ГАС AN/BQR-2 для пассивного приёма. При своей частоте 7 кГц они обеспечивали дальности порядка 6-8 морских миль (11-15 км). В пассивном же режиме это позволяло обнаружить подводную лодку на перископной глубине на дистанции до 20 морских миль (37 км). При переоборудовании Grayback в 1969, сонарная система была также модернизирована, и субмарина получила пассивный AN/BQG-4 PUFFS, дополнивший силуэт лодки тремя четко видимыми сонарными «плавниками», располагавшимися на палубе ракетных ангаров, позади надстройки и на кормовой оконечности, соответственно. Основным предназначением этой системы было определение дистанции до обнаруженной цели.

## Предназначение

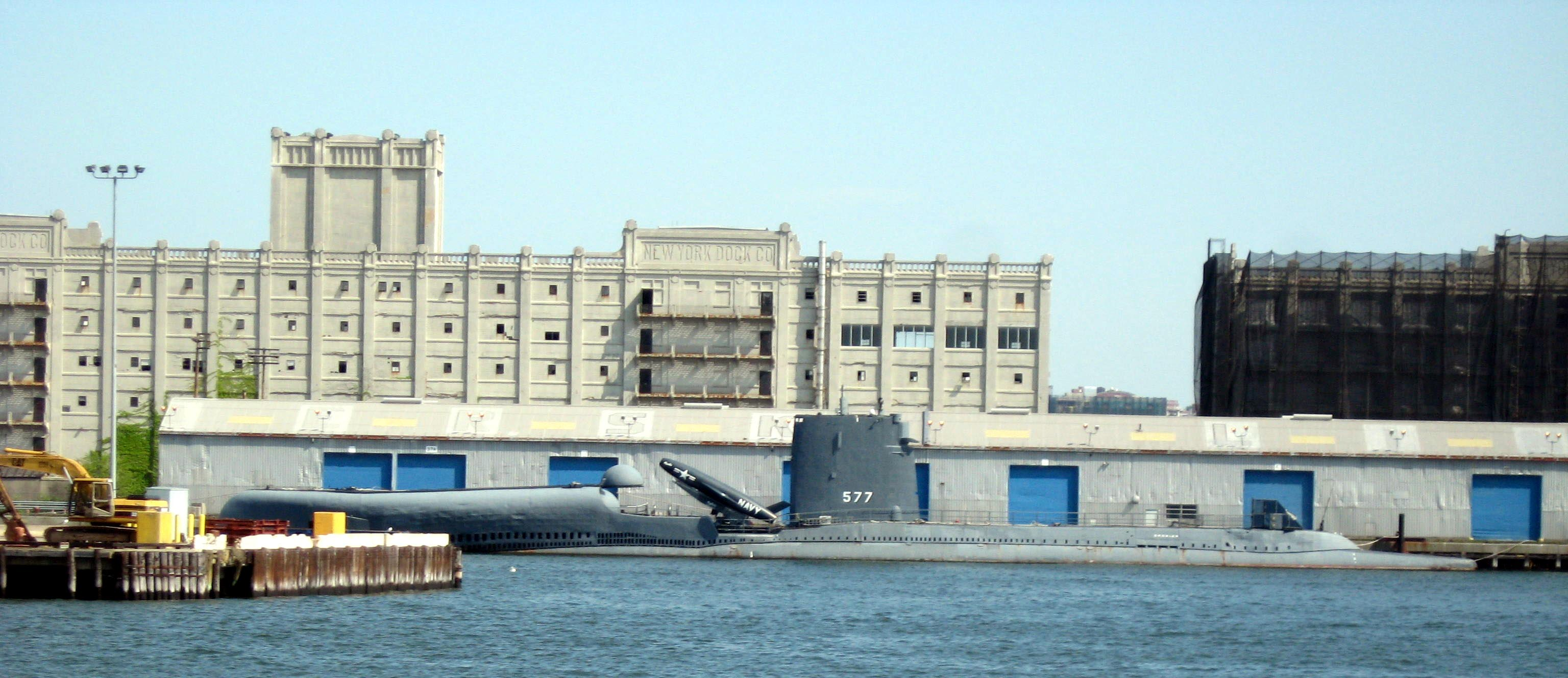
Growler возле пирса в музее в Нью-Йорке

Основной задачей субмарин типа Grayback было патрулирование в рамках доктрины ядерного сдерживания. Обе лодки использовались исключительно в тихоокеанском регионе и добирались во время своих походов до берегов СССР. Так как обе лодки базировались в Пёрл-Харбор, во время дальних походов им приходилось заходить на Мидуэй или в Адак (Аляска) для пополнения запасов дизельного топлива.
Во время боевых дежурств субмарины сохраняли ход на электромоторах, двигаясь со скоростью всего в несколько узлов, оставаясь незамеченными в своем районе патрулирования. Раз в несколько дней они подсвплывали на перископную глубину для зарядки аккумуляторов под шноркелем. Каждый такой поход мог продолжаться до 60 дней. За время активной службы обе лодки совершили девять таких походов.

## Суда
- USS Grayback (SSG-574), спущена на воду в 1957 году, в строю с 1958 год по 1964 год как ракетонесущая лодка, переоборудована в транспортную субмарину для спецопераций, в роли чего и прослужила с 1969 год по 1984 год. В 1986 году потоплена как целевое судно.
- USS Growler (SSG-577), спущена на воду в 1958 году, в строю с 1958 год по 1964 год. С 2009 года является музейной лодкой в Музее Моря, Воздуха и Космоса Интрепид.